# Estado revisionista
Estado revisionista es un término de la teoría de la transición de poder, dentro del campo de las relaciones internacionales, que describe estados cuyo objetivo es cambiar o poner fin al sistema actual.
El término asume una correlación directa entre la hegemonía de un estado, tanto política como económica, y su posición como estado de statu quo o estado revisionista. Algunas naciones poderosas e influyentes en el mundo de las relaciones internacionales, como pudieran ser Reino Unido, Francia o Japón, que están mejor posicionadas en el orden mundial, probablemente se categorizarían como estados de statu quo, mientras que otras como Rusia, Corea del Norte e Irán, insatisfechas con su posición en el sistema internacional, se denominan estados revisionistas.